# Nadanje selo
Nadanje selo je naselje u slovenskoj Općini Pivki. Nadanje selo se nalazi u pokrajini Notranjskoj i statističkoj regiji Notranjsko-kraškoj. 

## Stanovništvo
Prema popisu stanovništva iz 2002. godine naselje je imalo 104 stanovnika.